# Boucle SDSR
La boucle SDSR est une structure autoréplicante d'un automate cellulaire particulier, introduit par Hiroki Sayama en 1998.
Le terme « SDSR » est un acronyme signifiant Structurally Dissolvable Self-Reproducing (autoréplicante structurellement dissolvable) et se réfère au fonctionnement de cette structure.
La boucle SDSR fonctionne de façon similaire à la boucle de Langton, mais possède également la capacité de s'auto-détruire. Il lui est ainsi possible de disparaître si l'environnement le nécessite, par exemple s'il n'existe pas suffisamment de place pour qu'elle se reproduise. Ce processus est réalisé par l'ajout d'un neuvième état à l'automate cellulaire de la boucle de Langton.